# Campeonato Mundial de Natação em Piscina Curta de 2012 - Revezamento 4x100 m livre feminino
A prova dos 4x100 metros livre  feminino do Campeonato Mundial de Natação em Piscina Curta de 2012 foi disputado em 15 de dezembro em Istambul  na Turquia.

## Recordes
Antes desta competição, os recordes mundiais e do campeonato nesta prova eram os seguintes:
|    | Nacionalidade | Nome                                                                                                 | Tempo   | Local      | Data                   |
| -- | ------------- | --- | ------- | ---------- | ---------------------- |
| WR | Países Baixos | Hinkelien Schreuder (52.88) Inge Dekker (52.24) Ranomi Kromowidjojo (52.12) Marleen Veldhuis (50.98) | 3:28.22 | Amesterdão | 19 de dezembro de 2008 |
| CR | Países Baixos | Femke Heemskerk (52.33) Inge Dekker (52.47) Hinkelien Schreuder (52.32) Ranomi Kromowidjojo (51.42)  | 3:28.54 | Dubai      | 18 de dezembro de 2010 |

## Medalhistas
| Ouro | Prata                                                                             | Bronze                                                                        |
| Estados Unidos · Megan Romano · Jessica Hardy · Lia Neal · Allison Schmitt · Shannon Vreeland* · Olivia Smoliga* | Austrália · Angie Bainbridge · Marieke Guehrer · Brianna Throssell · Sally Foster | Dinamarca · Mie Nielsen · Pernille Blume · Kelly Rasmussen · Jeanette Ottesen |

*Participaram apenas das eliminatórias, mas também receberam medalhas.

## Resultados

### Eliminatórias
As eliminatórias ocorreram dia 15 de dezembro. 
| Colocação | Bateria | Raia | Nacionalidade  | Nome | Tempo   | Notas |
| --------- | ------- | ---- | -------------- | --- | ------- | ----- |
| 1         | 2       | 4    | Estados Unidos | Lia Neal (53.70) Allison Schmitt (53.16) Shannon Vreeland (53.34) Olivia Smoliga (54.07)                    | 3:34.27 | Q     |
| 2         | 1       | 4    | Austrália      | Sally Foster (53.62) Angie Bainbridge (53.24) Brianna Throssell (54.79) Marieke Guehrer (53.61)\|           | 3:35.26 | Q     |
| 3         | 1       | 1    | Dinamarca      | Mie Nielsen (53.66) Pernille Blume (54.12) Kelly Rasmussen (54.84) Jeanette Ottesen (53.36)                 | 3:35.98 | Q     |
| 4         | 2       | 3    | Brasil         | Larissa Oliveira (53.90) Alessandra Marchioro (53.78) Tatiana Lemos (54.21) Flávia Cazziolato (54.47)       | 3:36.36 | Q     |
| 5         | 2       | 1    | China          | Qiu Yuhan (54.22) Guo Junjun (53.79) Liu Xinyi (54.94) Pang Jiaying (54.48)                                 | 3:37.43 | Q     |
| 6         | 1       | 5    | Rússia         | Veronika Popova (53.54) Elena Sokolova (54.19) Vitalina Simonova (54.47) Polina Lapshina (55.42)            | 3:37.62 | Q     |
| 7         | 2       | 8    | Grã-Bretanha   | Francesca Halsall (53.91) Rebecca Turner (54.52) Ellie Faulkner (55.05) Elizabeth Simmonds (54.72)          | 3:38.20 | Q     |
| 8         | 2       | 5    | Japão          | Haruka Ueda (53.83) Miki Uchida (54.74) Kanako Watanabe (55.58) Nao Kobayashi (54.60)                       | 3:38.75 | Q     |
| 9         | 1       | 7    | Canadá         | Chantal van Landeghem (54.83) Heather MacLean (54.51) Noemie It-Ting Thomas (56.06) Katerine Savard (55.39) | 3:40.79 |       |
| 10        | 1       | 6    | África do Sul  | Trudi Maree (54.97) Lehesta Kemp (54.70) Megan Stephens (56.45) Vanessa Mohr (55.68)                        | 3:41.80 | AF    |
| 11        | 1       | 3    | Turquia        | Esra Kübra Kaçmaz (56.50) Ilknur Nihan Cakici (57.10) Nilüfer Kuru (58.37) Burcu Dolunay (55.80)            | 3:47.77 | NR    |
| 12        | 2       | 6    | Singapura      | Mylene Ong (56.16) Amanda Lim (57.72) Lynette Ng (58.27) Samantha Yeo (58.42)                               | 3:50.57 |       |
| 13        | 2       | 2    | Macau          | Lei On Kei (58.21) Vong Erica Man Wai (58.60) Kuan Weng I (59.21) Tan Chi Yan (58.87)                       | 3:54.89 | NR    |
| 14        | 1       | 2    | Peru           | Jessica Cattaneo (59.52) Andrea Cedrón (59.61) Daniela Miyahara (59.93) Oriele Espinoza (1:00.26)           | 3:59.32 |       |
| 15        | 2       | 7    | Paquistão      | Kiran Khan (1:03.74) Anum Bandey (1:07.89) Mahnoor Maqsood (1:11.52) Lianna Catherine Swan (1:02.62)        | 4:25.77 |       |
| 16        | 1       | 8    | Venezuela      | | DNS     |       |

### Final
A final teve sua disputa realizada em 15 de dezembro. 
| Colocação         | Raia | Nacionalidade  | Nome                                                                                                  | Tempo   | Notas |
| ----------------- | ---- | -------------- | --- | ------- | ----- |
| Medalha de ouro   | 4    | Estados Unidos | Megan Romano (52.86) Jessica Hardy (53.32) Lia Neal (52.44) Allison Schmitt (52.39)                   | 3:31.01 |       |
| Medalha de prata  | 5    | Austrália      | Angie Bainbridge (53.04) Marieke Guehrer (52.32) Brianna Throssell (54.19) Sally Foster (53.35)       | 3:32.90 |       |
| Medalha de bronze | 3    | Dinamarca      | Mie Nielsen (53.07) Pernille Blume (53.61) Kelly Rasmussen (54.59) Jeanette Ottesen (52.24)           | 3:33.51 | NR    |
| 4                 | 2    | China          | Qiu Yuhan (54.32) Guo Junjun (54.52) Wang Haibin (53.44) Chen Xinyi (53.94)                           | 3:36.22 |       |
| 5                 | 7    | Rússia         | Veronika Popova (53.60) Elena Sokolova (54.08) Daria Belyakina (54.41) Vitalina Simonova (54.63)      | 3:36.72 |       |
| 6                 | 6    | Brasil         | Larissa Oliveira (53.90) Alessandra Marchioro (54.34) Flávia Cazziolato (54.55) Tatiana Lemos (54.26) | 3:37.05 |       |
| 7                 | 8    | Japão          | Haruka Ueda (53.63) Miki Uchida (53.93) Asami Chida (55.44) Nao Kobayashi (55.44)                     | 3:37.91 |       |
| 8                 | 1    | Grã-Bretanha   | Rebecca Turner (54.37) Elizabeth Simmonds (55.00) Ellie Faulkner (54.55) Francesca Halsall (54.31)    | 3:38.23 |       |

Legenda
| Recorde mundial       | Recorde mundial (World record)               |                       | Recorde africano                      | Recorde africano (African) |                                           | Q | Classificado por posição (Qualified) |
| Recorde do campeonato | Recorde do campeonato (Championship record)  | Recorde da América    | Recorde da América (Americas)         | q                          | Classificado por melhor tempo (Qualified) |   |                                      |
| Melhor marca do ano   | Melhor marca do ano (World leading)          | Recorde asiático      | Recorde asiático (Asian)              | DNS                        | Não largou (Did not start)                |   |                                      |
| Recorde nacional      | Recorde nacional (National record)           | Recorde europeu       | Recorde europeu (European)            | DNF                        | Não terminou (Did not finish)             |   |                                      |
| Recorde pessoal       | Recorde pessoal do atleta (Personal best)    | Recorde da Oceania    | Recorde da Oceania (Oceania)          | DSQ / DQ                   | Desclassificado (Disqualified)            |   |                                      |
| Recorde da temporada  | Recorde da temporada do atleta (Season best) | Recorde sul-americano | Recorde sul-americano (South America) | NM                         | Sem marca (No mark)                       |   |                                      |